# Eastern Air Lines (2015)
Eastern Air Lines es una aerolínea con base en Miami, Florida. Fue absorbida por Swift Air.Opera vuelos chárter entre Miami y destinos en los Estados Unidos, el Caribe y América Latina. No confundirla con antigua Eastern Air Lines, ya que esta última fue un intento de Dynamic Airways de volver al escenario con la marca de la extinta aerolínea icono del Estado de Florida.

## Historia
El grupo de propietarios, Eastern Air Lines Group, adquirió la propiedad intelectual, incluyendo marcas comerciales de la original Eastern Air Lines en 2009, y anunció a principios de 2014 que había presentado una solicitud ante el Departamento de Transporte de los Estados Unidos por un certificado de conveniencia y necesidad pública, que sería seguido por la certificación con la Administración Federal de Aviación. La nueva aerolínea inició los vuelos chárter con aviones Boeing 737-800 el 28 de mayo de 2015. Los servicios programados está previsto que inicien 12 a 18 meses después.
La nueva Eastern Air Lines opera desde el edificio 5A en el Aeropuerto Internacional de Miami. El edificio antiguamente albergaba los centros de control de sistemas y mantenimiento de la aerolínea original.
El 29 de mayo de 2015, Eastern llevó a cabo su primer vuelo en 24 años, realizando un vuelo chárter desde el Aeropuerto Internacional de Miami hasta el Aeropuerto Internacional José Martí de La Habana y de regreso a MIA. El vuelo inaugural a Cuba se hizo posible por el deshielo en las relaciones entre los EE. UU. y Cuba. El día siguiente, 30 de mayo, la aerolínea realizó un vuelo de honor con 60 veteranos desde el Aeropuerto Nacional Ronald Reagan en las afueras de Washington D. C.
La presión por mantener tal colectividad hacia el Caribe con aerolíneas troncales, altamente competitivas derrumbó los sueños de rescatar una de las marcas icónicas entre las compañías aéreas de .Florida, de ese modo, entre 2017 y 2018 Eastern Airlines pasó a formar parte de Swift Air. Debido a lo señalado, y con el objetivo de mover la mayor cantidad de pasajeros afectados por vuelos retrasados, Swift Air ha habilitado un Boeing B767-300 con registro N706KW el cual pertenece actualmente a la flota activa de Eastern Airlines / Dynamic Airlines, las cuales forman parte de la marca comercial de Swift Air.

## Destinos
Eastern Air Lines está operando vuelos chárter entre Miami y Cuba, en una asociación con Havana Air. Están previstos otros destinos al Caribe y América Latina, en espera de la firma del contrato.
Se espera la certificación de la FAA entre 12 y 18 meses después de comenzar las operaciones chárter. Una vez certificada, la aerolínea iniciará operaciones programadas. Eastern planea mantener su enfoque en el Caribe y América Latina.

## Programa de viajero frecuente
La aerolínea ha anunciado que su programa de viajeros frecuentes se llamará LatinOnePass. Teniendo parcialmente el nombre de "OnePass" del programa de la antigua Eastern Airlines (nombre que fue vendido a Continental).

## Flota

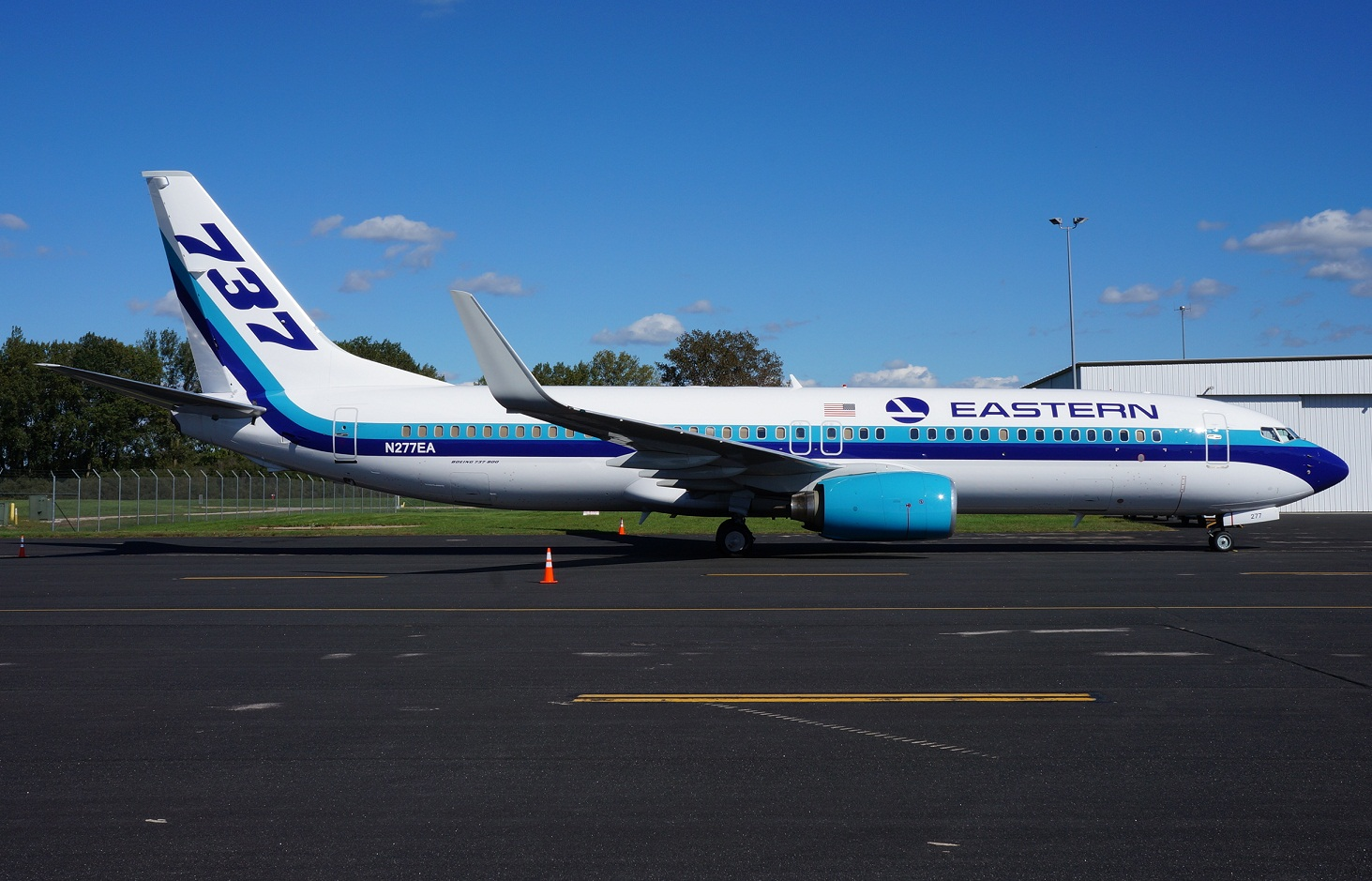
Boeing 737-800 de Eastern Air Lines

Eastern Air Lines hizo un pedidos de 10 Boeing 737-800, con los derechos para comprar 10 Boeing 737 MAX adicionales. La compañía anunció julio de 2014 que había realizado un pedido de 20 Mitsubishi MRJ90, con opción a 20 adicionales. El primer Boeing 737-800, previamente operado por Kenya Airways, fue entregado en diciembre de 2014. Fue nombrado Spirit of Captain Eddie Rickenbacker, en honor del primer líder de la original Eastern Air Lines.
El 6 de febrero de 2016, Eastern recibió su quinto avión, un Boeing 737-800 con número de registro N279EA. Esto completa su primera fase de 5 aviones.